# Nádai Pál
Nádai Pál, Neumann Pál (Cegléd, 1881. december 15. – Budapest, Ferencváros, 1945. június 19.) művészeti író.

## Életrajza
Neumann Izidor ügyvéd és Kiss Jozefa fiaként született. A Budapesti Tudományegyetem Bölcsészettudományi Karán szerezte meg filozófia oklevelét. Az 1906/07-es tanévben az Aranyosi-féle Felső Kereskedelmi Iskolában magyart tanított. 1907 márciusában tanári szakvizsgát tett és ugyanezen év szeptemberében kinevezték a IV. Kerületi (belvárosi) Községi Főreáliskola rendes tanárává. 1910-től 1920-ig pedig az Iparművészeti Iskolában tanított. A Galilei Körnek tagja és előadója is volt. Haladó gondolkodása miatt mellőzésnek volt kitéve, ezen okból kifolyólag 1921-ben kérelmezte nyugdíjaztatását. Az 1920-as években igazgatója volt az Országos Magyar Izraelita Közművelődési Egyesületnek (OMIKE), művészettörténetet adott elő. A Magyar Iparművészet című lap munkatársaként dolgozott. 1939-ig 12 önálló művét publikálták. Hazai (Huszadik Század, A Hét, Libanon) és külföldi szaklapokon rendszeresen megjelentek cikkei iparművészeti és a művészeti nevelés témájában, számos kiadatlan műve kéziratban van.
Felesége Kozma Irén volt, akit 1915. december 5-én vett nőül Budapesten. Fia, Nádai Károly (1916–?).

## Művei
- Magyar népetimológia (1906)
- Az angol szociális művészetről (1910)
- Bágyadt mosolygás (tárcák, Budapest, 1910) Online
- Könyv a gyermekről (I – II., Budapest, 1911)
- Az élet művészete (I – II., Budapest, 1914)
- ízlés, kultúra és szülőföldszeretet (1917)
- Előadói tervezet a középiskolai művészeti nevelés ügyében (szerk., Budapest, 1918)
- Az iparművészet Magyarországon (Budapest, 1920)
- Ízlésfejlődés és stíluskorszakok (Budapest, 1921)
- Jelenkori szépségtörekvések (1922)
- Asszonyi pompa (1925)
- A reklám művészete (Budapest, 1927)
- Az Universitas nyomdája (Budapest, 1928)
- Kert, ház, napfény (Budapest, 1932)
- A lakásberendezés művészete (Budapest, 1939)